# Шантији
Шантији (фр. Chantilly) је насељено место у Француској у региону Пикардија, у департману Оаза.
По подацима из 2011. године у општини је живело 10.959 становника, а густина насељености је износила 676,9 становника/km².

## Демографија
| 1990.  | 2011.  |
| ------ | ------ |
| 11.341 | 10.959 |